# Der Held des Tages (1927)
Der Held des Tages (Originaltitel: A Hero for a Night) ist eine US-amerikanische Stummfilmkomödie aus dem Jahr 1927 von William James Craft mit Glenn Tryon und Patsy Ruth Miller in den Hauptrollen.

## Handlung
Hiram Hastings, der in einem Sommerresort an der Ostküste Taxi fährt, belegt einen Fernkurs in Luftfahrt und baut sein eigenes Flugzeug, in der Hoffnung, an einem Rennen von New York nach Europa teilnehmen zu können. Samuel Sloan, ein wohlhabender Seifenfabrikant, kommt mit seiner Tochter Mary, einer ausgebildeten Krankenschwester, und seinem Sekretär Fred Knox an. Knox und Schwester Mack schmieden heimlich Pläne, um Sloans Anteile zu erbeuten. 
Hiram, der in Mary vernarrt ist, platzt in ein Bankett zu Ehren eines zu Besuch weilenden französischen Fliegers und nimmt es auf sich, der Redner des Abends zu sein, wird jedoch hinausgeworfen. Mary erfährt von dem Komplott und macht sich mit Hilfe von Hiram und seinem Flugzeug auf den Weg nach New York, doch Hiram steuert sie über den Ozean nach Russland und macht dort eine Notlandung. Der erfolgreiche Flug rettet jedoch das Vermögen der Sloans.

## Hintergrund
Am 31. Juli 1927 wurde berichtet, dass Ruth Dwyer der Besetzung des Films beigetreten sei, der derzeit in Universal City gedreht wurde.
Charles D. Hall war der künstlerische Leiter.

## Veröffentlichung
Die Premiere des Films fand am 18. Dezember 1927 statt. 1928 kam er im Deutschen Reich und in Österreich in die Kinos. Er wurde auch unter dem Titeln Der Held einer Nacht und Hoppla, wir fliegen gezeigt.